# 天山路街道 (上海市)
天山路街道，是中华人民共和国上海市長寧區下辖的一个乡镇级行政单位。面积1.83平方公里。户籍人口8.68万人（2008年）。

## 行政区划
天山路街道下辖以下居委会：
天山二村社区、天山三村社区、天山四村社区、茅台社区、仙霞社区、天山社区、天义社区、新光社区、新风社区、玉屏社区、遵义社区、友谊社区、紫云社区、联建社区、中紫社区、延西社区和纺大一村社区。

## 歷史
1956年3月，天山新村以及周边地段从新泾区划入长宁区，同時成立天山新村街道。1994年5月，更名为天山路街道。1971年起，天山街道被定为对外开放单位。1976年，街道建外宾接待室，專門接待美国参议院民主党领袖迈克·曼斯菲尔德率领的访问团一行。1971年—1992年期間，街道共接待英、美、法、日等136个国家和地区的外宾、旅游者6057批，9.8万人次。1994年5月，天山新村街道更名为天山路街道。